# Canton de Rozay-en-Brie
Le canton de Rozay-en-Brie est une ancienne division administrative française, située dans le département de Seine-et-Marne et la région Île-de-France.

## Histoire
Le canton de Rozay-en-Brie faisait partie de l’arrondissement de Provins. De la Révolution à 1926, le canton de Rozay-en-Brie appartenait à l'arrondissement de Coulommiers, puis de 1926 à 2005 à l'arrondissement de Melun avant de passer à l'arrondissement de Provins en 2006. Seize de ses communes rejoignent le nouveau canton de Fontenay-Trésigny.

## Composition
Le canton de Rozay-en-Brie regroupait 22 communes jusqu'en mars 2015 :
- Bernay-Vilbert, 843 habitants
- Courpalay, 1 413 habitants
- Crèvecœur-en-Brie, 303 habitants
- Dammartin-sur-Tigeaux, 913 habitants
- Fontenay-Trésigny, 5 218 habitants
- Hautefeuille, 315 habitants
- La Chapelle-Iger, 157 habitants
- La Houssaye-en-Brie, 1 618 habitants
- Le Plessis-Feu-Aussoux, 545 habitants
- Les Chapelles-Bourbon, 413 habitants
- Lumigny-Nesles-Ormeaux, 1 519 habitants
- Marles-en-Brie, 1 443 habitants
- Mortcerf, 1 455 habitants
- Neufmoutiers-en-Brie, 972 habitants
- Pézarches, 395 habitants
- Rozay-en-Brie, 2 770 habitants
- Tigeaux, 375 habitants
- Touquin, 1 093 habitants
- Vaudoy-en-Brie, 849 habitants
- Villeneuve-le-Comte, 1 791 habitants
- Villeneuve-Saint-Denis, 728 habitants
- Voinsles, 584 habitants

## Représentation

### Conseillers généraux de 1833 à 2015
| Période               | Identité                                                         | Parti                   | Qualité |
| --------------------- | ---------------------------------------------------------------- | ----------------------- | --- |
| 1833-1834 (décès)     | Gilbert du Motier de La Fayette                                  |                         | Officier, maire de Courpalay, Député de Seine-et-Marne Propriétaire du château de La Grange-Bléneau |
| 1834-1834 (démission) | M. Gulin                                                         |                         | Propriétaire, conseiller d'arrondissement |
| 1834-1839             | Georges Washington de La Fayette (fils de Gilbert de La Fayette) | Opposition libérale     | Député de Haute-Loire, du Haut-Rhin, de Seine-et-Marne (1815, 1822-1823, 1827-1849) Propriétaire du château de La Grange-Bléneau, à Courpalay |
| 1839-1848             | M. Bullot                                                        |                         | Propriétaire à Hautefeuille Ancien conseiller général du Canton de Coulommiers (1833-1839) |
| 1848-1871             | Comte Pierre Léon Roussel de Courcy                              |                         | Maire de Nesles Président de la Société d'agriculture de Rozoy |
| 1871-1872 (décès)     | Adolphe Guignot                                                  | Républicain             | Propriétaire à Nesles |
| 10 novembre 1872-1877 | Gabriel Adam                                                     | Républicain             | Propriétaire, avoué Sénateur (1876-1885) Ancien Maire de Clichy-la-Garenne |
| 1877-1883 (démission) | Louis de Lasteyrie                                               | Droite puis Républicain | Propriétaire à Bernay |
| 1883-1907             | Jules Bastide                                                    | Rad.                    | Propriétaire à Limodin et à Paris - Conseiller municipal de La Houssaye-en-Brie Sénateur (1896-1900) |
| 1907-1919             | Félix-Émile Duchesne                                             | Rad.                    | Propriétaire - Conseiller municipal de Mortcerf |
| 1919-1937             | Louis Hardy                                                      | Rad.                    | Industriel Maire de Fontenay-Trésigny (1919-1936) |
| 1937-1940             | Pierre Comby                                                     | RG                      | Vétérinaire Maire de Rozay-en-Brie (1935-1945), conseiller d'arrondissement |
|                       |                                                                  |                         | |
| 1943-1945             | Marcel Chatriot                                                  |                         | Cultivateur Maire de Courpalay Nommé conseiller départemental en 1943 |
|                       |                                                                  |                         | |
| 1945-1967             | Pierre Comby                                                     | Rad.                    | Vétérinaire Maire de Rozay-en-Brie (1935-1945) |
| 1967-1979             | Marcel Chatriot (1905-1989)                                      | DVD puis RPR            | Maire de Courpalay (1927-1965), ancien résistant |
| 1979-1986 (décès)     | Jacques Picard (1917-1986)                                       | RPR                     | Médecin Maire de Rozay-en-Brie (1966-1986) |
| 1986-1998             | Anne-Marie Schaffner                                             | RPR                     | Propriétaire à Fontenay-Trésigny Conseillère régionale (1992-1994) et depuis 1998 Vice-présidente du conseil général (1992-1994) |
| 1998-2015             | Jean-Jacques Barbaux                                             | RPR puis UMP            | Proviseur retraité Maire de Neufmoutiers-en-Brie (1989-2015) Président de la Communauté de communes du Val Bréon (2008-2016) Conseiller départemental de Fontenay-Trésigny (2015-2018) et Président du Conseil départemental (2015-2018) jusqu’à son décès. (25 février 2018) |

### Conseillers d'arrondissement (de 1833 à 1940)
Le canton de Rozay avait deux conseillers d'arrondissement.
| Période                                  | Période           | Identité                                                    | Étiquette                          | Qualité |
| ---------------------------------------- | ----------------- | ----------------------------------------------------------- | ---------------------------------- | --- |
| 1833                                     | 1845              | Hippolyte Blerzy                                            |                                    | Notaire royal à Rozoy                                                                                       |
| 1833                                     | 1834              | M. Gulin                                                    |                                    | Propriétaire                                                                                                |
| 1834                                     | 1848              | M. Guignot                                                  |                                    | Maire de Rozoy                                                                                              |
|                                          |                   |                                                             |                                    | |
| 1855                                     |                   | Prosper Fontaine                                            |                                    | Propriétaire, maire de Rozoy                                                                                |
| 1855                                     |                   | Adrien-Alexandre-Adélaïde-Henri, Marquis de Mun (1817-1898) |                                    | Propriétaire, maire de Lumigny                                                                              |
|                                          |                   | Louis-Alexandre Guillot                                     | Républicain                        | Propriétaire à Rozoy                                                                                        |
|                                          |                   | Charles Rocher                                              | Républicain                        | Adjoint au maire de Touquin                                                                                 |
|                                          |                   |                                                             |                                    | |
| avant 1902                               |                   | Auguste-Alexis Clériot                                      |                                    | Propriétaire à Touquin                                                                                      |
| avant 1902                               |                   | Louis-Ernest Robin                                          |                                    | Maire de Rozoy                                                                                              |
| 1919                                     |                   | M. Gérard                                                   |                                    | |
| 1919                                     |                   | M. Naudier                                                  |                                    | |
| 1934                                     | 1937              | Pierre Comby (1889-1971)                                    | Droite                             | Vétérinaire à Rozay-en-Brie                                                                                 |
| 1934                                     | 1939 (annulation) | Marceau Massoul (1898-1940)                                 | Radical                            | Orthopédiste, conseiller municipal de Faremoutiers Mort pour la France                                      |
| 30 avril 1939                            | 1940              | Georges Faroy (1880-1960)                                   | Républicain national anti-marxiste | Tonnelier, maire de Faremoutiers                                                                            |
| 1937                                     | 1940              | Édouard Couvreur (1871-1948)                                |                                    | Docteur en médecine à Rozay-en-Brie                                                                         |
| 1940                                     |                   |                                                             |                                    | Les conseils d'arrondissement ont été suspendus par la loi du 12 octobre 1940 et n'ont jamais été réactivés |
| Les données manquantes sont à compléter. |                   |                                                             |                                    | |

## Démographie
| 1962   | 1968   | 1975   | 1982   | 1990   | 1999   | 2006   | 2011   | 2012   |
| ------ | ------ | ------ | ------ | ------ | ------ | ------ | ------ | ------ |
| 11 161 | 11 612 | 13 424 | 16 044 | 19 834 | 22 693 | 24 822 | 25 712 | 25 985 |